# Na wrogiej ziemi
Na wrogiej ziemi (ang. In Country) – amerykański film fabularny (dramat obyczajowy) z 1989 roku w reżyserii Normana Jewisona, którego scenariusz powstał na podstawie powieści Bobbie Ann Mason.

## Obsada
- Bruce Willis - Emmett Smith
- Emily Lloyd - Samantha Hughes
- Joan Allen - Irene
- Kevin Anderson - Lonnie
- John Terry - Tom
- Peggy Rea - Mamaw
- Judith Ivey - Anita
- Daniel Jenkins - Dwayne
- Stephen Tobolowsky - Pete

## Fabuła
Samantha Hughes nie zdążyła poznać swojego ojca. Urodziła się bowiem już po jego wyjeździe na wojnę do Wietnamu, gdzie – w walce – oddał swe życie. Kilkanaście lat później dorastająca kobieta poszukuje prawdy o przeszłości. Z jednej strony pragnie poznać swego przedwcześnie zmarłego rodzica, z drugiej zrozumieć ofiarę złożoną przez niego i jemu podobnych. W swoich poszukiwaniach natyka się zewsząd na mur milczenia, także ze strony weteranów wojennych, w tym cynicznego Emmetta Smitha.

## Nagrody i nominacje
Złote Globy 1989
- Najlepszy aktor drugoplanowy - Bruce Willis (nominacja)